# Temple d'Uppsala

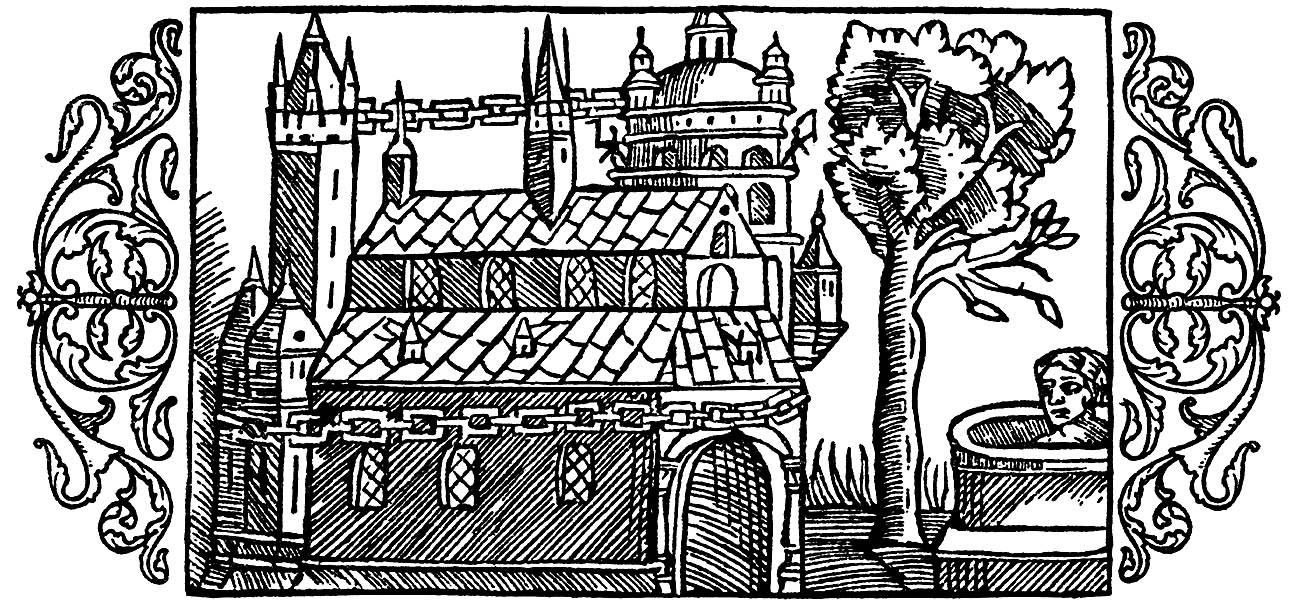
Gravure sur bois représentant le temple d'Uppsala tel que décrit par Adam de Brême avec la chaîne d'or autour du temple, le puits et l'arbre sacré d'Uppsala réalisé en 1555 par
Olaus Magnus, Historia de Gentibus Septentrionalibus

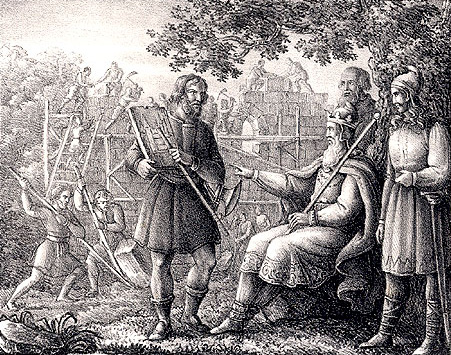
Freyr fait édifier le Temple d'Uppsala.

Le Temple d'Uppsala aurait été un centre religieux médiéval dans le paganisme nordique, situé dans le Gamla Uppsala (en suédois : Vieil Uppsal) en Suède. Ce lieu est mentionné par Adam de Brême dans son ouvrage rédigé au XIe siècle et intitulé Gesta Hammaburgensis ecclesiae pontificum et dans le Heimskringla le chapitre intitulé saga des Ynglingar, écrit par Snorri Sturluson au XIIIe siècle.

## Adam de Brême
Dans sa Gesta Hammaburgensis ecclesiae pontificum, Adam de Brême signale l'existence d'un temple nommé « Ubsola » (Uppsal) situé près de la ville de Sigtuna.
Adam de Brême décrit précisément le temple, mais d'après des récits qui lui ont été rapportés. Cette description de seconde main est donc à considérer avec précaution.
D'après Adam, le temple est « paré d'or » et les gens de cette région ont le culte des statues de trois dieux spécifiques qui sont assis sur un triple trône. Thor, dont Adam précise qu'il est « le plus puissant », est assis sur le trône central, tandis que Wodan (Odin) et Fricco (Freyr) sont assis sur des trônes latéraux autour de lui. Adam donne des informations sur les caractéristiques des trois dieux. Fricco/Freyr est représenté avec un pénis en érection, Wodan/Odin est vêtu d'une armure (« à l'image du dieu Mars », note Adam) et Thor a une massue, un détail qui se compare pour Adam à celle du dieu romain Jupiter. Adam ajoute que, en plus, « ils vénèrent aussi des dieux qui étaient autrefois des hommes et qu'ils estiment être devenus immortels en raison de leurs actes héroïques. »

## Snorri Sturluson
Deux siècles plus tard, dans la saga des Ynglingar extrait du Heimskringla, Snorri Sturluson relate le contexte historique dans lequel le temple fut édifié. Dans le chapitre 10, après la mort de Njôrdr, son fils Freyr arrive au pouvoir et « il fut appelé le roi des Suédois et reçut un hommage de leur part. » Les sujets de Freyr l'aimaient énormément, et il a été « béni par de bonnes saisons comme son père. » Selon la saga, Freyr fit édifier un grand temple pour en faire sa résidence principale.

## Recherches archéologiques

Le Temple d'Uppsala par Carl Larsson (Midvinterblot, 1915).

En 1926, l'archéologue suédois Sune Lindqvist (en) a mené des fouilles archéologiques qui ont conduit à la découverte de trous de poteaux sous l'église de Gamla Uppsala. Ces poteaux sont alignés pour former des rectangles concentriques, et par la suite, les tentatives de reconstructions diverses du temple ont été basées sur cette découverte. 
Les archéologues Neil Price et Magnus Alkarp sont parmi ceux qui contestent l'interprétation de 1926, bien qu'elle soit encore maintenue aujourd'hui dans les manuels scolaires. Les données de 1926 seraient manifestement erronées car les trous de poteaux appartenaient stratigraphiquement à différentes phases de construction. Ils utilisèrent un radar à pénétration de sol et utilisèrent d'autres méthodes géophysiques. Price et Alkarp trouvèrent les restes d'une fondation qu'ils ont interprétée comme une construction en bois située directement sous le transept nord de la cathédrale médiévale, et de deux autres bâtiments, l'un datant de l'âge du bronze et l'autre ayant servi à l'époque viking de salle de festin.

## Bibiliographie
- Snorri Sturluson, Histoire des rois de Norvège: ptie. Histoire du roi Olaf le Saint, Gallimard, 2022 (ISBN 978-2-07-075876-0, lire en ligne)